# Frances Brooke

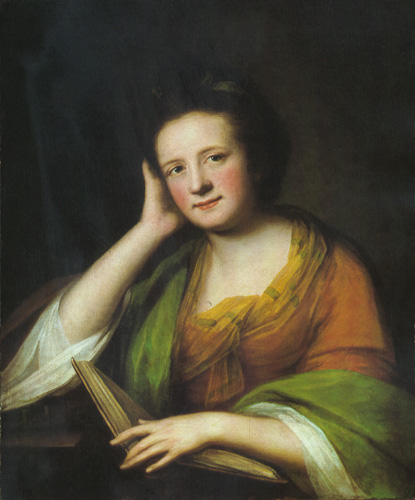
Frances Brooke um 1771, von Catherine Read

Frances Brooke (geborene Moore, getauft am 24. Januar 1724 in Claypole, Lincolnshire; † 23. Januar 1789 in Sleaford, Lincolnshire) war eine englisch-kanadische Schriftstellerin und Dramatikerin.

## Leben
Frances Moore war das älteste der drei Kinder von Thomas Moore (1699–1727), anglikanischer Pfarrer von Claypole, aus dessen Ehe mit Mary Knowls († 1738). Der Vater der Mutter, Richard Knowls, war Pfarrer von Hougham und Marston, Lincolnshire. Als sie etwa zwei Jahre alt war, übersiedelte die Familie nach Carlton Scroop, Lincolnshire, wo ihr Vater Thomas die Pfarrstelle von seinem Vater Williamson Moore übernahm. Er starb jedoch schon im folgenden Jahr. Nach dem Tod des Vaters zog Mary Moore 1727 mit ihren Töchtern zu ihrer Mutter und ihrer Schwester Sarah nach Peterborough. Nach dem Tod der Mutter im Dezember 1738 zogen die zwei überlebenden Schwestern Frances und Sarah nach Tydd St. Mary, um bei ihrer Tante Sarah und deren Mann Roger Steevens, dem Vikar von Tydd St. Mary, zu leben.
Frances Moore erhielt eine sehr gute Ausbildung. Dafür soll ihre Mutter Mary Moore verantwortlich gewesen sein, wie in einem Artikel berichtet wurde, der im Februar 1783 im British Magazine and Review erschien (2, 101–3). Sie lernte Französisch und Italienisch und war mit der englischen Literatur vertraut. Latein lernte sie jedoch nicht. Die Mittel für ihre Ausbildung waren von ihrem verstorbenen Vater bereitgestellt worden. Aus seinem Nachlass erhielt sie in den Jahren bis zu ihrer Volljährigkeit eine Summe in Höhe von £ 35 im Jahr. Als sie 1745 volljährig wurde, bekam sie £ 500 ausgezahlt. Ab 1748 lebte sie in London. Zwischen 1751 und 1752 verkaufte sie ihren Anteil an den Liegenschaften, die sie gemeinsam mit ihrer Schwester Sarah geerbt hatte. Sie reiste häufig und zog mehrmals um. 1751 lebte sie in der Gemeinde St. Anne’s in Soho, danach in Waltham Holy Cross, Essex, später bei ihrem Onkel in Tinwell. Gemeinsam mit ihrer Schwester Sarah besuchte sie regelmäßig ihre Tante und ihren Onkel in Tydd St Mary.
Um 1754 heiratete Frances Moore den verwitweten anglikanischen Priester John Brooke (1707?–1789), der eine Tochter mit in die Ehe brachte. Brooke war 1733 zum Priester geweiht worden und hatte mehrere Pfarreien in und in der Nähe von Norwich, verbrachte jedoch viel Zeit in London. Vom Bischof von London war er 1748 zum „nachmittäglichen Priester“ der Longacre Chapel ernannt worden. Mitte der 1750er Jahre assistierte er in der Kapelle seiner Majestät in Savoyen. Um 1755 hatten sie vermutlich eine Tochter, die jedoch im Kindesalter starb; ihr gemeinsamer Sohn John Moore Brooke wurde am 10. Juni 1757 in London geboren.

### Erste Veröffentlichungen
Bis 1755 hatte sie mehrere Gedichte und die Tragödie Virginia geschrieben. Der berühmte Schauspieler des 18. Jahrhunderts David Garrick lehnte es zunächst ab, in diesem Stück aufzutreten. Er betonte, er würde es nicht mögen; spätere Spielpläne weisen jedoch darauf hin, dass er dennoch in dem Stück auftrat. Die Schwestern lernten auch Samuel Johnson kennen. Über die Begegnung mit Johnson, die kurz nach der Veröffentlichung seines Wörterbuches im Jahr 1755 stattgefunden hatte, berichtete ein Großneffe von Sarah Moore:

“The two ladies paid him due compliments on the occasion. Amongst other topics of praise, they very much commended the omission of all naughty words. ‘What! my dears! then you have been looking for them?’ said Johnson. The ladies, confused at being thus caught, dropped the subject of the dictionary.”

„Die beiden Damen machten ihm bei dieser Gelegenheit gebührende Komplimente. Unter anderem lobten sie das Weglassen aller ungezogenen Worte. 'Was! meine Lieben! Dann haben Sie nach ihnen gesucht?', sagte Johnson. Die Damen, verwirrt darüber, dass sie so erwischt wurden, ließen das Thema des Wörterbuchs fallen.“

Mit der wöchentlichen Zeitschrift Old Maid, die sie unter dem Pseudonym „Mary Singleton, Spinster“ vom 15. November 1755 bis zum 24. Juli 1756 herausgab, startete sie eine Zeitschrift, die eine Vielzahl von Themen behandelte, wie die Bildung von Frauen, ihre Position in der Ehe und ihre Rolle in öffentlichen Angelegenheiten. In der ersten Ausgabe stellte sie sich als die älteste Tochter eines ehrenhaften Landrichters vor, die im Alter von fast 50 Jahren, somit als eine Old Maid (dt. alte Jungfer), beschlossen hat, ihre Beobachtungen, die ihr durch ihr Leben ohne Arbeit ermöglicht wurden, mit der Öffentlichkeit zu teilen. Sie wurde von weiteren Gentlemen unterstützt; zu diesen gehörten John Boyle, 5. Earl of Cork and Orrery, ihr Schwager James Brooke, John Brooke, Richard Gifford und Arthur Murphy, der gerade seine Karriere als Schauspieler begann.
Zu dieser Zeit stellte Frances Brooke eine Sammlung ihrer Werke zusammen, zu denen auch Gedichte gehörten, von denen einige bereits in der Old Maid erschienen waren. In ihrem Vorwort zu Virginia erklärte sie, dass sie es drucken lassen würde, da sie keine Hoffnung hätte, es jemals inszeniert zu sehen. Es gäbe bereits zwei Stücke zum selben Thema und Mr. Garrick würde es ablehnen, ihr Werk zu lesen, bis das gleichnamige Werk von Samuel Crisp veröffentlicht würde; ein Ereignis, das 1754 stattfand. Über ihr Werk schrieb Tobias Smollett eine der positivsten Kritiken, in der er betonte, dass dieses moderne Stück eines der wenigen wirklich moralischen und poetischen Werke sei und viele feine Striche der Natur beinhaltete. Auch wären die nachfolgenden Pastorale und Oden nicht ohne Verdienst und Anstand.
Ihre nächste Veröffentlichung war die englische Übersetzung der Lettres de Milady Juliette Catesby à Milady Henriette Campley son amie von Marie-Jeanne Riccoboni, ein sentimentaler Roman im Briefstil. Er spielt in England und war seit seinem ersten Erscheinen im Jahr 1759 äußerst beliebt. Die Fassung von Frances Brooke soll jedoch noch erfolgreicher gewesen sein als die erste Fassung. Es wurden weitere Briefe von Julia Lady Catesby an ihre Freundin Lady Henrietta Campley in den Jahren 1760, 1763, 1764, 1769 und 1780 in neuen Ausgaben herausgegeben. Über Garrick ließ Riccoboni im Mai 1765 anfragen, ob sie Brooke ermutigen könnte, ihre anderen Romane zu übersetzen. Garrick berichtete ihr von der Old Maid und befahl Brooke „höflich zu sein, und nicht mehr.“
In den frühen 1760er Jahren erwähnte Brooke in ihren Briefen an Richard Gifford ihre Geldnot und besprach Pläne, Geld zu verdienen. Sie wollte einige ihrer Werke an Garrick verkaufen, den sie nicht besonders mochte. Daraus wurde jedoch offensichtlich nichts; das einzige Werk, welches sie in dieser Zeit veröffentlichen konnte, war 1763 Die Geschichte von Lady Julia Mandeville. Dieses Werk, ein Roman in Briefform, war beeinflusst von Autoren wie Samuel Richardson, Marie-Jeanne Riccoboni und vermutlich Jean-Jacques Rousseau. Das Werk fand großen Anklang und Voltaire bezeichnete Lady Julia in einer Rezension in der Gazette littéraire am 30. Mai 1764 als vielleicht den besten Roman im Briefgenre in England seit Richardsons Clarissa (1748) und The History of Sir Charles Grandison (1754). Der Roman wurde ins Französische und ins Deutsche übersetzt. Die Popularität der Geschichte von Lady Julia Mandeville hielt in Europa und Nordamerika bis weit nach dem Tod der Autorin an.

## Kanada
In ihren fiktiven Briefen, die sie 1762 und 1763 veröffentlichte, sprach sie von der Notwendigkeit und den Bedingungen für die Beendigung des Siebenjährigen Krieges. Gleichzeitig setzte sie sich mit der Erörterung eines politischen Themas für das Recht der Frauen ein, sich zu öffentlichen Angelegenheiten zu äußern. Ihr Ehemann war seit April 1757 als Kaplan der britischen Armee in Nordamerika tätig. Zu seinen Einsatzgebieten gehörten New York und später Québec. Durch James Murray, den Militärgouverneur der Garnison und des Gebietes, wurde er zum amtierenden Kaplan der Stadt Québec ernannt und am 28. Oktober 1761 als Kaplan in die Garnison von Québec berufen. Im Februar 1763 wurde ihm der Doktortitel der Divinity Honoris Causa Tantum vom Marischal College in Aberdeen verliehen. Ab dem Zeitpunkt seiner Ankunft in Québec fungierte Brooke auch als „Pfarrer aller protestantischen Untertanen Seiner Majestät, die nicht bestimmten Regimentern angehören“.
Brooke verfolgte diese Entwicklungen und bereitete sich auf ihre Abreise nach Nordamerika vor. Sie verabschiedete sich von ihren Freunden und gemeinsam mit ihrem Sohn und ihrer Schwester reiste sie Anfang Juli 1763 von London nach Québec, welches sie am 5. Oktober erreichten. Zwei Tage später wurde die britische Militärherrschaft in Kanada beendet und James Murray wurde der erste zivile Gouverneur der Kolonie Québec. Von 1764 bis 1765 reiste sie nach England, ansonsten verbrachte Brooke die Jahre bis zu ihrer Rückkehr nach London in Québec. Sie lebte in einem Haus etwas außerhalb der Stadt und führte ein geschäftiges soziales Leben. Dieses führte jedoch auch zu Konflikten zwischen den militärischen und den zivilen Bewohnern von Québec. Zu Streit kam es im Nachgang eines Balls, als James Murray am 8. Januar 1764 einen Brief an John Brooke schrieb, in dem er ihn aufforderte, sich an seine „Würde“ als Geistlicher zu erinnern und zu vermeiden, dass er sich auf müßige Streitigkeiten eines Teetischgesprächs einlasse.
Frances und ihre Schwester Sarah nahmen am gesellschaftlichen Leben um Gouverneur Murray und Männer wie Generalstaatsanwalt Francis Maseres teil, der sie 1766 als „eine sehr vernünftige, angenehme Frau mit einem sehr verbesserten Verständnis und ohne Pedanterie oder Beeinträchtigung“ beschrieb. Auch Henry Caldwell, Murrays Landagent und späterer Generalempfänger von Lower Canada, Adam Mabane, ein Mitglied des Rates von Québec und George Allsopp, ein Führer der Handelsgruppe in ihrer politischen Opposition gegen Murray, lernte sie kennen. Der Gouverneur, der John Brooke als unbeschreiblich empfand und der seiner Meinung nach dazu neigte, sich politisch und sozial einzumischen, hatte gehofft, dass die Anwesenheit von Frances Brooke und ihrer Schwester „eine Veränderung im Kaplan bewirkt hätte“, stellte jedoch fest, dass sie sich „im Gegenteil mehr einmischen als er“.
John Brooke bemühte sich in Québec und auch in Montreal um die Protestanten, auch um jene, die nicht der anglikanischen Kirche angehörten. Auch versuchte er, obwohl er nur sehr unzureichende Sprachkenntnisse besaß, die französischsprachigen Katholiken zu seinem Glauben zu konvertieren. Sein Bestreben war es, die Church of England in der Provinz aufleben zu lassen. Dazu gehörte auch, dass er versuchte, dadurch für sich und seine Familie ein zusätzliches Einkommen zu erzielen. Er versuchte, das, was er für die britische Politik gegenüber den kanadischen Untertanen hielt, umzusetzen. Frances Brooke unterstützte ihren Mann in seinen Bemühungen. Sie erhielten seitens der Politik zwar eine gewisse Unterstützung bei ihrem Plan, die anglikanische Kirche einzuführen, jedoch entschieden sich schließlich sowohl Murray, als auch sein Nachfolger Guy Carleton, die britische Regierung zu überzeugen, dass weder Anglisierung noch Anglikanisierung eine Option in dieser Kolonie wären. Die Brookes gaben daraufhin ihr kanadisches Projekt auf und kehrten nach London zurück.
In ihrer Zeit in Kanada war für Frances Brooke ihr wichtigstes Projekt The History of Emily Montague, welches 1769 erschien und Guy Carleton gewidmet war. An diesem Roman hat sie etwa drei Jahre gearbeitet. Er gilt als der „erste kanadische Roman“. Der Roman verwendet den Briefstil von Julia Mandeville und spricht die Erfahrungen der Autorin mit Québec und ihre Beobachtungen seiner Gesellschaft, Politik, Religion und natürlichen Umgebung an. Die meisten Briefe stammen von Colonel Ed Rivers, Emily Montagues Geliebter, und von Arabella Fermor, ihrer Freundin und Vertrauten. Der Schauplatz eines Großteils der Aktion ist Sillery, wo die Brookes am Mount Pleasant in einem ehemaligen Jesuiten-Missionshaus lebten. Frances Brooke vermutete, dass dieser kanadische Inhalt, der eher Männern als Frauen gefiel, teilweise für die schlechten Verkaufszahlen verantwortlich wäre. Der Roman wurde jedoch positiv rezensiert und in den Jahren 1777, 1784 und 1790 erschienen Neuauflagen in London. In Irland wurden drei Auflagen gedruckt, eine deutsche Übersetzung wurde 1769 veröffentlicht, zwei französische Übersetzungen 1770, eine dritte 1809. Die niederländische Übersetzung erschien 1783 und die schwedische, als Übersetzung aus der französischen, 1796. Das Werk wurde im späten 18. Jahrhundert sogar zu einer Art Reiseführer für Besucher von Québec.

## Spätere Werke
Zum Lebensrhythmus von Brooke gehörte in ihren späteren Jahren, dass sie häufig reiste und an unterschiedlichen Adressen in und um London lebte. Dort lernte sie die unterschiedlichsten Personen kennen. Sie überwachte sorgfältig die Ausbildung ihres Sohnes. Sie lebte oft getrennt von ihrem Mann, einerseits lagen die Gründe in seinen Pflichten als Pfarrer und ihrer Karriere in London, andererseits war sie verärgert darüber, dass er ihrer Meinung nach ihre „Projekte“ verdorben habe. Darüber beschwerte sie sich in einem ihrer Briefe an Richard Gifford.
Zwei französische Werke, eines von Nicolas-Étienne Framery und eines von Claude-François-Xavier Millot, übersetzte sie Anfang der 1770er Jahre. Elemente der Geschichte Englands von der Invasion der Römer bis zur Regierungszeit Georgs des Zweiten erschienen 1771 in vier Bänden. Bei diesen Arbeiten kam ihr ihr Aufenthalt in Kanada zugute. Auch fühlte sie sich nach diesen Reisen selbstsicherer und trat zunehmend als Kritikerin in Erscheinung. Ihr nächstes Werk, The Excursion, erschien 1777. In diesem Roman erzählt sie die Geschichte von Maria Villiers und ihrer Schwester Louisa. Das Stück wurde Garrick angeboten, der es zunächst nicht las, sich dann jedoch damit befasste. Eine irische Ausgabe wurde 1777 veröffentlicht, zwei französische Übersetzungen in den Jahren 1778 und 1819 und eine deutsche erschien 1778. Dieser dritte Roman wurde nicht so bekannt wie die zwei vorhergehenden, war jedoch der autobiografischste der drei Romane.
Ihr Hauptinteresse in diesen Jahren lag jedoch beim Theater. Sie arbeitete zwischen 1771 und 1772 intensiv an Entwürfen zu einer Komischen Oper. Unterstützung erfuhr sie hier durch Richard Gifford. Sie verhandelte mit George Colman, dem Manager des Covent Garden Theatre, und mit Garrick, der das Drury Lane Theatre leitete. Ihr wurde eine schnelle Antwort versprochen, jedoch erfolgte diese erst sehr spät und ihr Werk wurde abgelehnt. Im Mai 1773 kaufte sie zusammen mit James Brooke, Mary Ann Yates und deren Mann Richard Yates das King’s Theatre am Haymarket. Sie führten es bis 1778, als sie es an Thomas Harris und Richard Brinsley Sheridan verkauften.

## Anerkennung als Dramatikerin
Spät erhielt Frances Brooke die Anerkennung als Dramatikerin, nach der sie lange gesucht hatte. Vom 31. Januar bis 19. Februar 1781 wurde ihre Tragödie The Siege of Sinope zehnmal im Theatre Royal in Covent Garden aufgeführt. Anfang Februar desselben Jahres wurde ein Vorwort von ihr herausgegeben. Es gab eine irische Ausgabe, die 1781 veröffentlicht wurde. Sowohl die Produktion als auch die Veröffentlichung erhielten gemischte Kritiken. Ihre nächsten zwei Produktionen wurden viele Jahre vor Theaterpublikum aufgeführt. Es waren die komischen Opern Rosina sowie Marian.
Frances Brooke starb am 23. Januar 1789 in Sleaford. Zunächst wurde sie hauptsächlich für Rosina in Erinnerung behalten. Nachdem im 20. Jahrhundert ihre drei Romane erneut veröffentlicht wurden, war The history of Lady Mandeville für feministische Kritiker interessant und ihr Roman um Emily Montague wurde als erster kanadischer Roman studiert.

## Rezension
Judy Chicago widmete Frances Brooke eine Inschrift auf den dreieckigen Bodenfliesen des Heritage Floor ihrer Installation The Dinner Party. Die mit dem Namen Frances Brooke beschrifteten Porzellanfliesen sind dem Platz mit dem Gedeck für Emily Dickinson zugeordnet.